# Bagijnhof (Dordrecht)

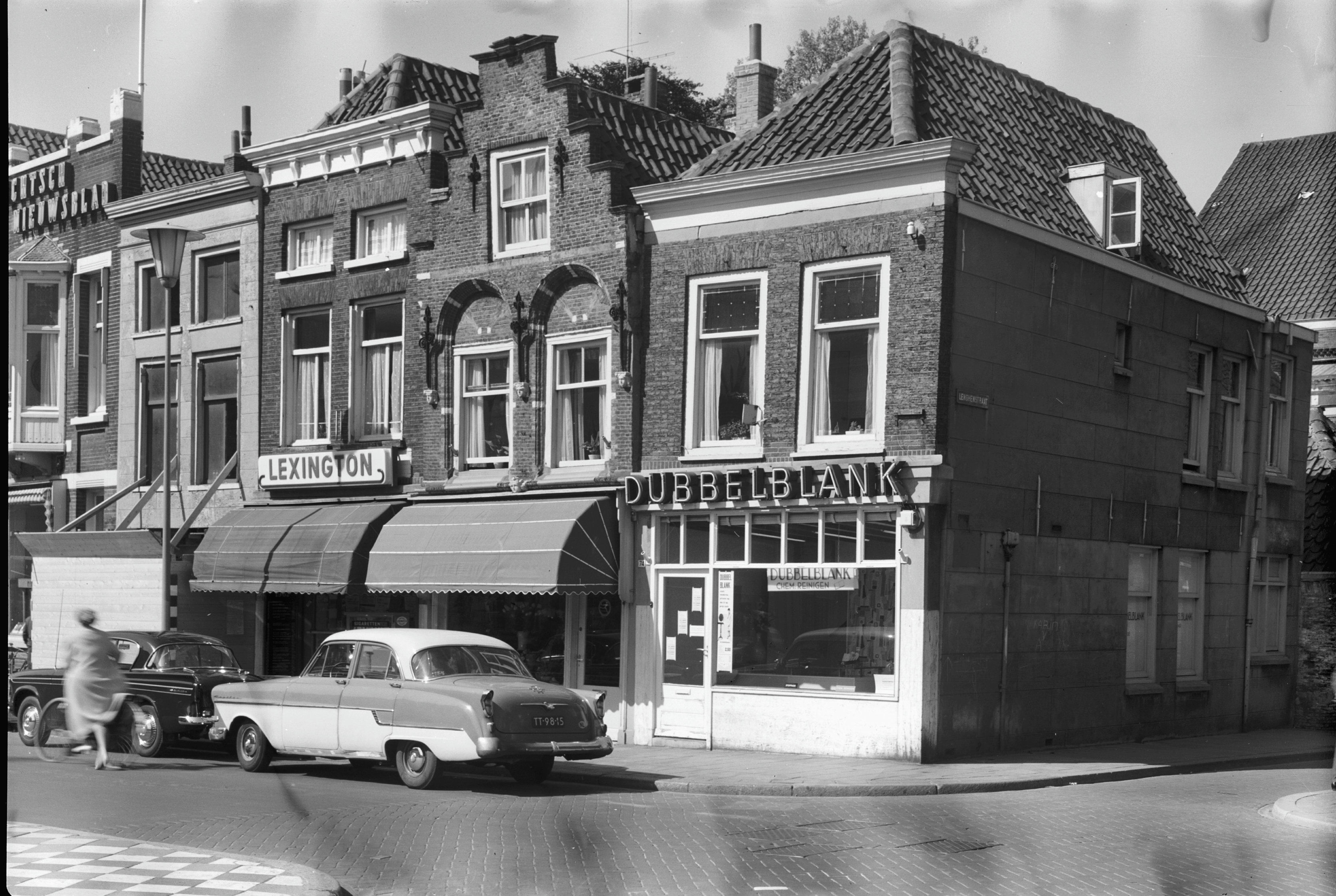
Bagijnhof, 1962.

Het Bagijnhof is een straat in de stad Dordrecht, in de Nederlandse provincie Zuid-Holland.

## Achtergrond
Het Bagijnhof bestond al in de middeleeuwen. Uit een oorkonde uit 1282 blijkt dat Dordrecht een stadspoort kende, mogelijk daar waar het riviertje de Thure (of Thuredrith), waar Dordrecht naar vernoemd is, langs het huidige Bagijnhof de stad verliet. Ook zou er een binnengracht geweest kunnen zijn, die door de latere Bagijnestraat naar de Visstraat en voorbij het Bagijnhof liep. Het is echter onduidelijk wat er in oude bronnen met de 'oude graft' bedoeld wordt. Wel is duidelijk dat in ieder geval vóór 1420 de waterloop bij de Visstraat is verlegd, vanaf de Breestraat tot op de hoogte van het Bagijnhof.
In 1621 werd het oudevrouwenhuis aan het Bagijnhof gesticht. Deze instelling werd in 1799 wegens geldgebrek opgeheven. Op hetzelfde terrein werd in 1848 het Hervormde Bestedelingenhuis geopend. Mannen en vrouwen leefden er in aparte zalen. Het tehuis bleef tot 1965 in gebruik, waarna de bewoners naar Crabbehof verhuisden.
In het oudevrouwenhuis werd een bewaarschool geopend. Deze school was bestemd voor kinderen van minvermogende ouders die 5 cent per week betaalden. Er werden geen kinderen aangenomen jonger dan twee jaar en op de leeftijd van zes jaar verlieten de kinderen de school.
Net als andere steden kende ook Dordrecht het fenomeen van de hofjes, die waren ontstaan doordat particuliere weldoeners een deel van hun nalatenschap bestemden voor de bouw van woningen voor oude vrouwen. Dit was ook in de 19e eeuw zo. Vaak kregen de bewoners van dit soort hofjes gratis huisvesting en in sommige gevallen een aanvullende financiële ondersteuning. Aangezien het Bagijnhof bedoeld was voor vrouwen uit de middengroepen, keerde deze ƒ150,- per jaar uit.
In 1850 waren de winkels in de Dordtse binnenstad vooral gesitueerd aan beide uiteinden van de Voorstraat. Al vóór 1900 was bijna de hele Voorstraat winkelstraat geworden, en ook aan het gereconstrueerde Bagijnhof was een aantal grote winkels gekomen die vooral confectie verkochten en waar nieuwe producten te vinden waren. De positie van de Visstraat en het Bagijnhof als centrumgebied werd versterkt door de komst van het warenhuis Linders aan het Bagijnhof. In 1930 kwam C&A naar Dordrecht en betrok een pand aan het Bagijnhof. HEMA volgde later.
Vanaf 1905 domineerde het postkantoor het gebied. In 1973 en 1974 werd het iconische gebouw gesloopt. De sloop was voor vele Dordtenaren onverteerbaar. Men begreep niet dat het gebouw plaats moest maken voor de panden waar C&A en HEMA zich zouden vestigen en waar zij vandaag de dag nog altijd gevestigd zijn. Op de dag dat HEMA de deuren opende, waren er protesten en werd de gevel besmeurd met teksten als "Nee, nee en nog eens nee". In 2013 werd de schaduw van het postkantoor ter herinnering in de bestrating verwerkt, langs het pand waar de HEMA gevestigd is.
In 2006 werd op het Bagijnhof een standbeeld van Aelbert Cuyp geplaatst, dat in 2013, bij de verbouwing van het Bagijnhof, is verhuisd naar de Vriesestraat.

## Galerij

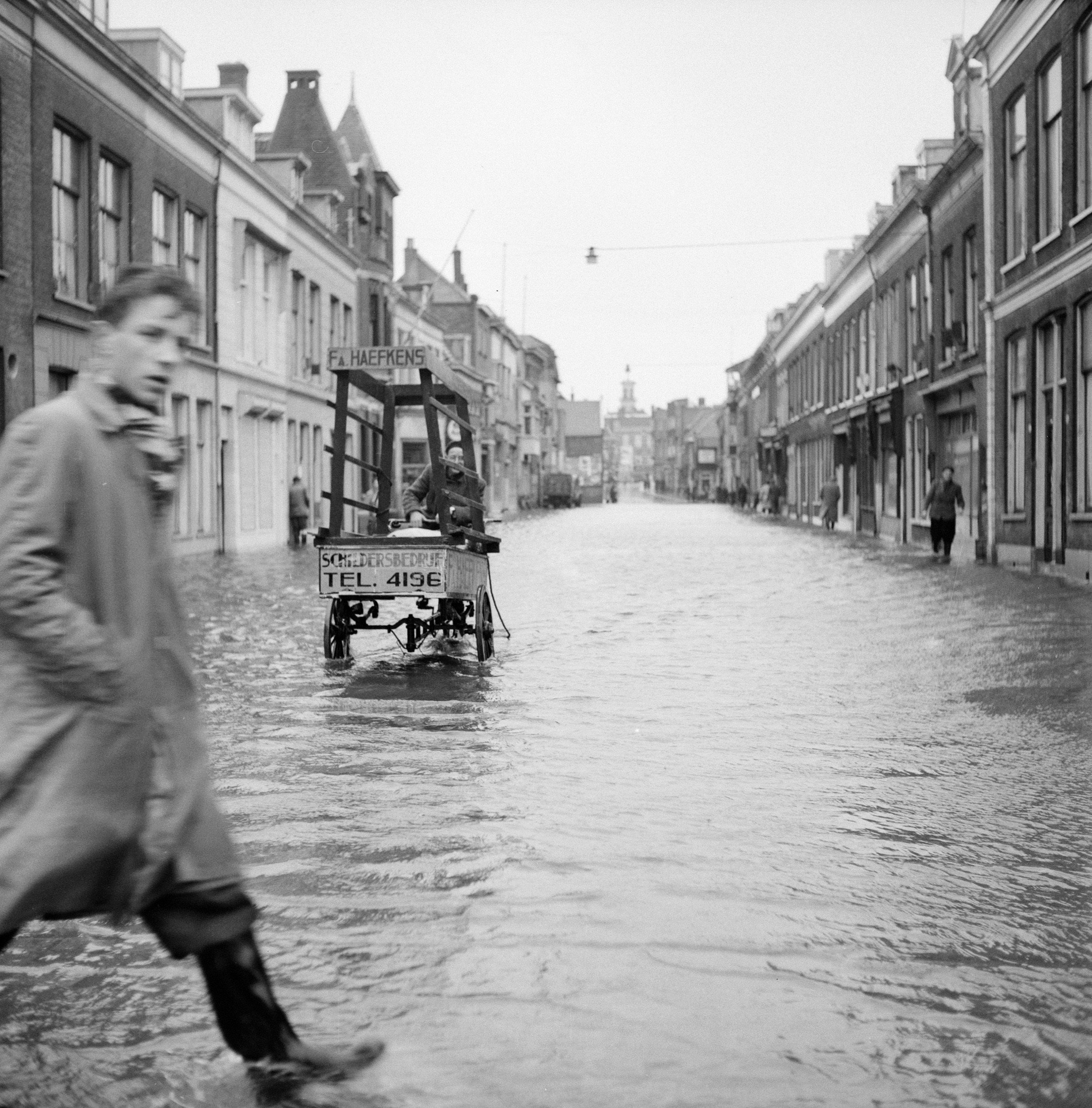
Het Bagijnhof tijdens de watersnood in 1953.
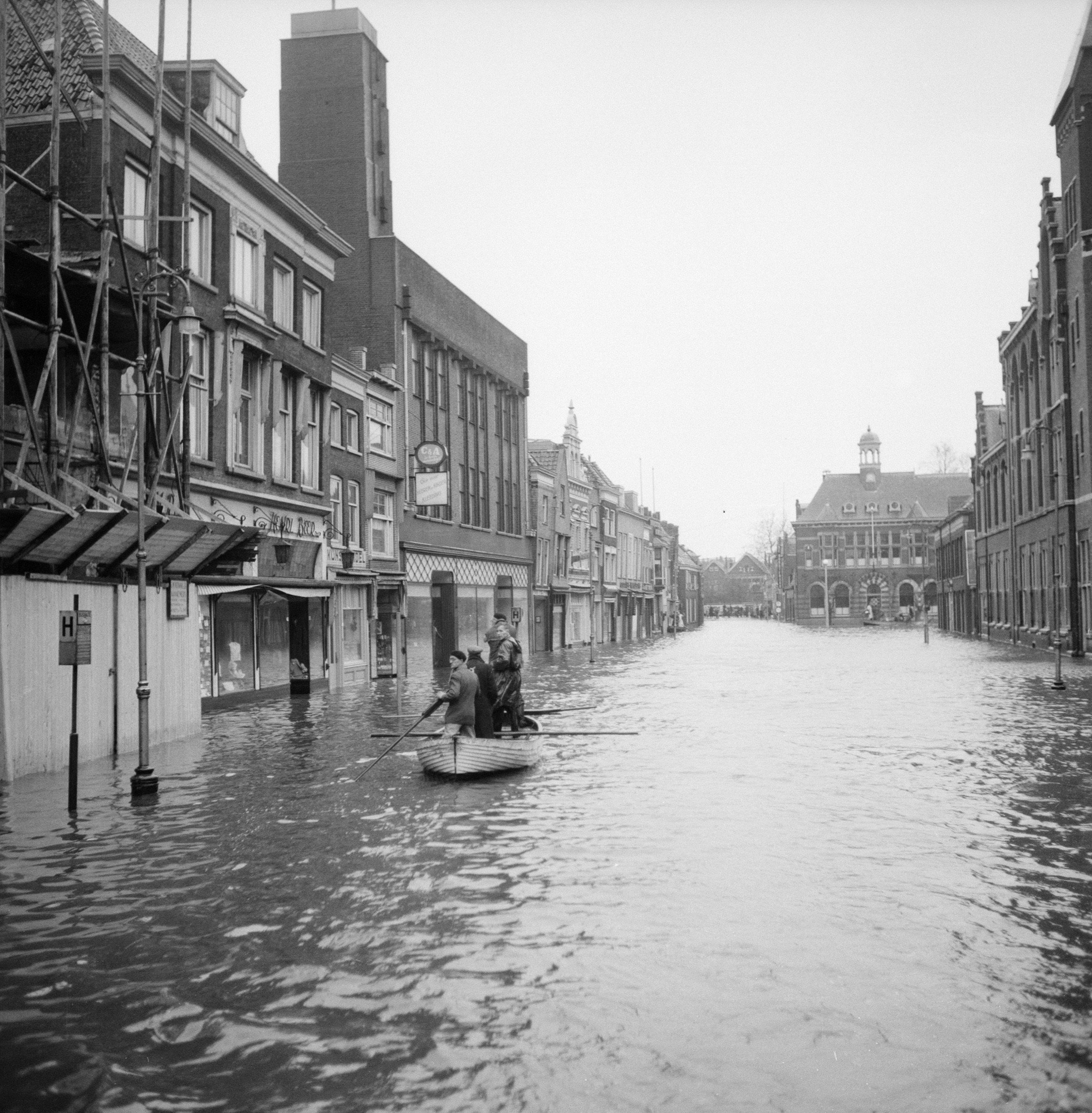
Het Bagijnhof tijdens de watersnood in 1953.
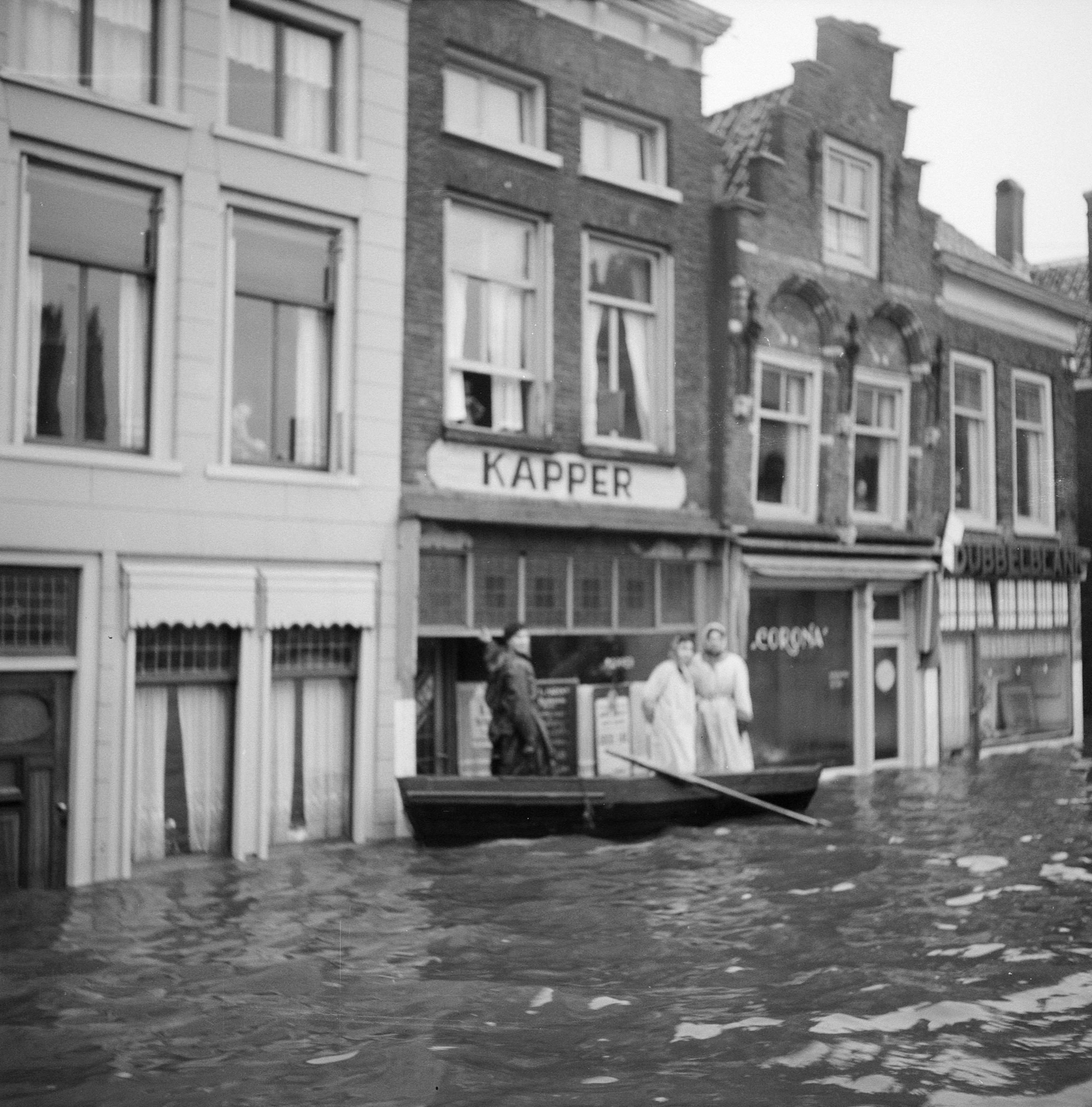
Het Bagijnhof tijdens de watersnood in 1953.
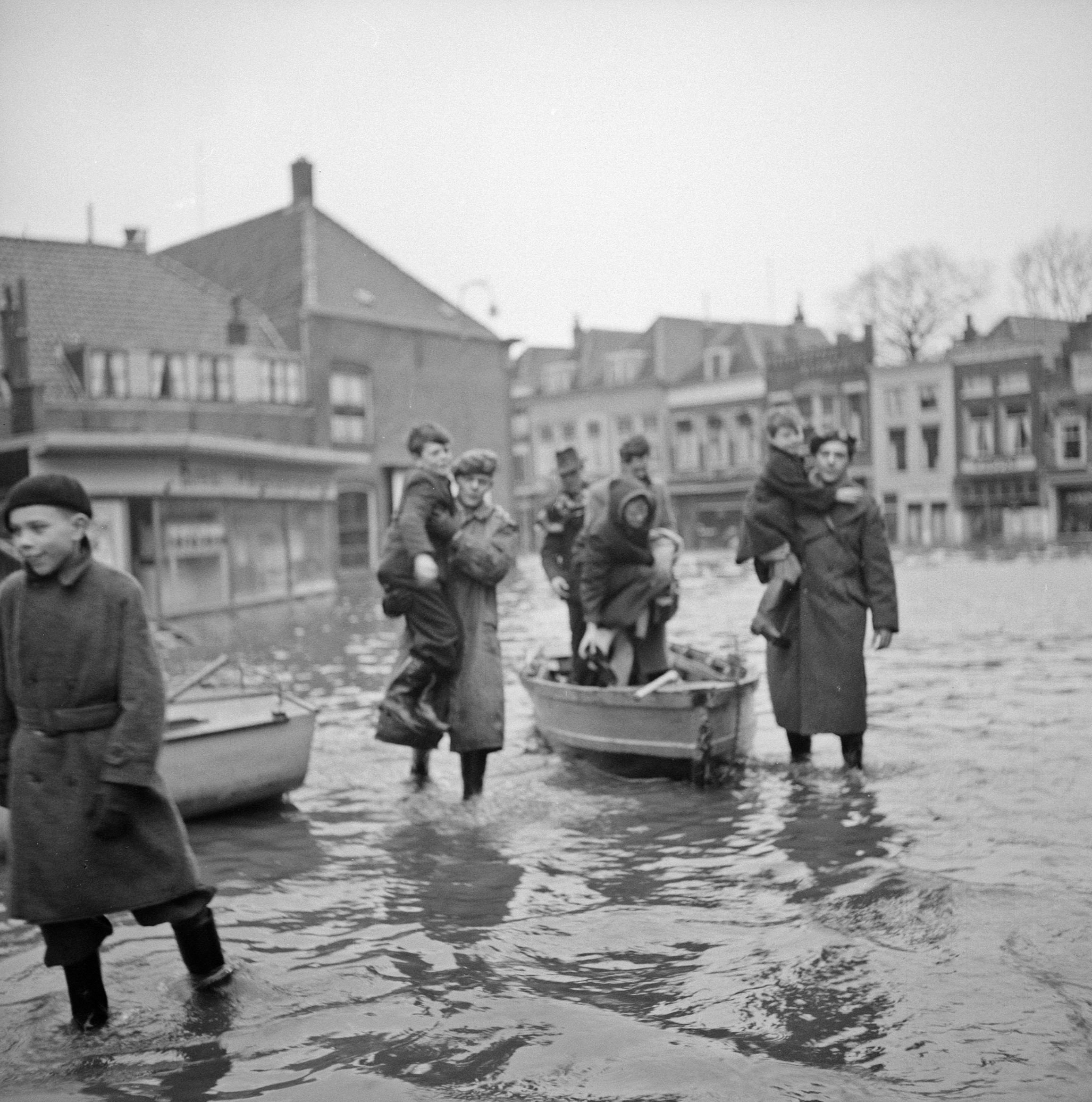
Het Bagijnhof tijdens de watersnood in 1953.